# Women Who Code
Women Who Code (WWCode) est une organisation internationale à but non lucratif fondée en 2011 à Atlanta qui fournit des services aux femmes poursuivant des carrières dans la technologie et un site d'emploi pour les entreprises à la recherche de professionnelles de la programmation. L'entreprise vise à ouvrir une voie vers le monde de la technologie en évaluant et en aidant les femmes à développer des compétences techniques.
En plus des formations, des évaluations professionnelles, des rencontres et des bourses, Women Who Code offre du réseautage et du mentorat. En 2021, l'organisation a organisé plus de 14 000 évènements gratuits dans le monde et comptait plus de 290 000 membres représentant plus de 134 pays. En 2022 la directrice générale de Women Who Code est Alaina Percival.

## Histoire

### Aux États-Unis
La place des femmes en informatique constitue un enjeu majeur de l'égalité entre hommes et femmes. Selon une étude de FRG Technology Consulting, on compte seulement une femme sur dix parmi les développeurs. 
Women Who Code a été créée en 2011 pour remédier à ce problème en fournissant un soutien technologiques aux femmes souhaitant s'investir dans ce domaine,. Elle a été fondée en tant qu'organisation à but non lucratif et approuvé par l'IRS en novembre 2013 et est surtout connu pour sa publication hebdomadaire CODE Review, ses groupes d'étude technique gratuits, ses soirées hack, son développement de carrière et le développement du leadership, et des conférences mettant en vedette des experts et des investisseurs influents de l'industrie technologique. Depuis sa création, WWCode a produit des milliers d'événements dans le monde entier et a obtenu le parrainage d'organisations telles que Google, Zendesk, VMware, KPCB, Capital One, Nike, Yelp et bien d'autres. À l'été 2016, Women Who Code rejoint l’accélérateur par Y Combinator.

### Au Royaume-Uni
Sheree Atcheson est la directrice de l'expansion de Women Who Code au Royaume-Uni depuis 2016. Elle fonde les sections de Belfast, Londres et Bristol.

## Initiatives clés
Les initiatives de Women Who Code incluent des formations en groupe d'études techniques gratuits pour étudier Ruby, Javascript, iOS, Android, Python, Algorithmes, la mise en réseau avec des experts et des investisseurs technologiques influents. L'association offre aussi des possibilités de développement de carrière et de leadership et pousser leur participation à la communauté technologique, L'association promeut également l'augmentation du nombre de conférencières et de jurys féminins lors de conférences et de hackathons.